# Emil Cuno
Emil Cuno (* 7. Dezember 1805 in Colditz; † 26. August 1859 in Wermsdorf) war ein deutscher Jurist und Politiker. Er war Mitglied des Sächsischen Landtags und Präsident der II. Kammer.

## Leben und Wirken
Der Sohn des Justizamtmanns Friedrich Cuno in Colditz erhielt seine erste Schulbildung bis 1818 in Görnitz. Nach einem weiterführenden Besuch der Fürstenschule St. Afra in Meißen, studierte er an der Universität Leipzig die Rechtswissenschaften. Als weitere juristische Ausbildung nahm er eine Tätigkeit in den Justizämtern in Dresden und Großenhain, so dass er  1828 sein zweites Staatsexamen ablegen konnte. In der Folge ließ sich als Advokat und Stadtrichter im erzgebirgischen Schönheide nieder. Drei Jahre später übernahm er das Amt des Stadtrichters im benachbarten Eibenstock. Als die Stadt die Gerichtsbarkeit an den Staat abtrat, wurde er Amtschreiber am Landgericht Eibenstock. Als Vertreter der 12. städtischen Wahlbezirks wurde er 1836 in die II. Kammer des Sächsischen Landtags gewählt.
1838 wurde Cuno Assessor beim Appellationsgericht Zwickau und stieg damit in den höheren Staatsdienst auf. 1840 wurde er zum Kreisamtmann von Freiberg berufen, jedoch kehrte er 1843 als Appellationsrat nach Zwickau zurück. Als im Revolutionsjahr 1848 an diversen Orten Sachsens politische Vereine entstanden, beteiligte er sich an der Gründung des Zwickauer Bürgervereins, ohne dessen Ausrichtung auf die Republik mitzutragen. In den nach einem liberalisierten Wahlrecht gewählten Landtag der Jahre 1849/50 zog er mit Unterstützung des Deutschen Vereins ein. Der gemäßigte Liberale wurde in einer Kampfabstimmung gegen Hermann Adolph Klinger zum Nachfolger des bisherigen liberalen Kammerpräsidenten Adolf Ernst Hensel, der nach Auflösung des Landtags am 30. April 1849 und Niederschlagung des Dresdner Maiaufstands verhaftet worden war, zum Vorsitzenden der Landtagskammer gewählt. Diesen Posten hatte er inne, bis die Regierung unter Ferdinand Zschinsky 1850 den Landtag entließ und das Parlament nach dem Wahlrecht von 1831 restituierte. Cuno verzichtete hieraufhin auf weitere Mandate.
Er nahm Tätigkeiten am Oberappellationsgericht in Dresden sowie am Leipziger Appellationsgericht auf. Er verstarb 1859 in Wermsdorf, wo er sich zu einer Behandlung aufhielt.

## Schriften
- Das provisorisch eingerichtete öffentliche Strafverfahren in Sachsen, Zwickau 1849